# Sinocephale
Sinocephale („čínská hlava“) byl rod býložravého ptakopánvého dinosaura z čeledi Pachycephalosauridae. Žil na území dnešní Číny (Vnitřní Mongolsko) v období pozdní křídy (geologický stupeň turon, asi před 92 miliony let).

## Popis a objev
Fosilie byly objeveny švédskou paleontologickou expedicí v roce 1930 nebo 1931 na území Autonomní oblasti Vnitřní Mongolsko (Nei Mongol), na severozápadě Číny. Původně byla roku 1953 fosilie části parietálního dómu ("lebeční kupole") popsána B. Bohlenem jako "Troodon" bexelli, později však byla rozeznána příslušnost ke skupině Pachycephalosauria a fosilie byla na dlouho přiřazena k rodu Stegoceras. Nový výzkum, publikovaný v září roku 2021 však doložil, že se jedná o samostatný rod a druh pachycefalosauridního dinosaura. Proto získal vlastní vědecké jméno, Sinocephale bexelli.